# Il compagno don Camillo (film)
Il compagno don Camillo è un film del 1965 diretto da Luigi Comencini.
Si tratta del penultimo episodio (ultimo con Fernandel e Cervi) della serie di film con protagonisti i personaggi di Don Camillo e Peppone, e tratto dall'omonimo libro di Giovannino Guareschi.

## Trama
1963-1964. Brescello sta per essere gemellato, fra mille polemiche, con una cittadina russa. Per favorire il gemellaggio, i sovietici hanno inviato in regalo un loro trattore, che però non si decide a mettersi in moto. Finita la cerimonia ufficiale fra l'ironia generale, Peppone fa appello a tutta la sua abilità di meccanico per tentare di aggiustare il trattore, senza molta fortuna, e quando arriverà all'ultimo tentativo, per essere più sicuro, deciderà addirittura di farlo benedire da don Camillo. Solo allora il mezzo agricolo si metterà finalmente in moto.
Don Camillo cerca di scoraggiare l'iniziativa di Peppone: riesce a fare in modo che l'approvazione del gemellaggio avvenga tramite una raccolta di firme ma poi non sa cosa escogitare per scoraggiare i suoi concittadini dal mettere la propria firma. Un giorno giungono, apparentemente inviati dalla Provvidenza, due profughi russi, Sasha e Sonja, che raccontano di sevizie e privazioni subite in Unione Sovietica. Don Camillo favorisce la diffusione di questi racconti. Infatti i due vengono rifocillati in fattorie e case di contadini del circondario mentre raccontano, con dovizia di macabri particolari, la "loro Russia". Alla fine si scopre che i due sono truffatori italiani, che si fingevano profughi, e questo convince i paesani di don Camillo a firmare per il gemellaggio, nonostante un breve sciopero della fame indetto dal sacerdote in forma di protesta.
In seguito, quando Peppone e i compagni decidono di viaggiare oltrecortina per le celebrazioni, don Camillo tenta di partire con loro. Riesce a raggiungere lo scopo solo minacciando di rendere pubblica una scappatella sentimentale del sindaco con una giostraia. Don Camillo si procura documenti falsi: sarà il compagno Tarocci. In Russia ad attenderli ci sono attività di interscambio culturale: balletto, opera, gara di pesca allo storione, feste. Appena la comitiva italiana arriva in Russia, Nikita Chruščёv viene deposto a favore di Aleksej Kosygin e loro vengono bloccati in albergo. Fortunatamente, tutto si risolve per il meglio. Il Brusco ha promesso all'anziana madre di accendere un cero sulla tomba del fratello caduto: sarà don Camillo ad aiutarlo a raggiungere il posto esatto. Il prete del posto vive in semi-clandestinità, poiché teme il sindaco comunista del paesino russo dove la locale chiesa è stata trasformata in granaio.
Nel frattempo Scamoggia, il giovane giornalista al seguito, s'innamora ricambiato della giovane Nadia, l'interprete russa, e la cosa non sfugge a don Camillo. Per impedire al sindaco russo di rientrare a casa dopo l'Opera, Peppone lo sfida alla gara della vodka: Peppone vince ma, avendo bevuto tanto, accusa un malore e deve essere visitato da un medico del posto il quale gli dà alcune pillole e gli fa firmare una richiesta di ricovero. Il giorno dopo il gruppo parte per tornare in Italia ma accadono alcuni imprevisti: Scamoggia chiede ai suoi compagni di dargli tutti i rubli che sono loro rimasti, dal momento che decide di restare per Nadia; Peppone viene fermato dal medico che lo fa salire su un'ambulanza per il ricovero; Don Camillo viene a sapere che i russi erano sempre stati a conoscenza del fatto che lui fosse un sacerdote ma si dimostrano comunque amichevoli con lui. Il gruppo, sebbene menomato di Peppone e del giornalista, rientra così in Italia.
Passano le settimane e dalla Russia arrivano cartoline di Peppone. Poi anche la ricezione delle cartoline si interrompe e di Peppone non arrivano più notizie. Nel frattempo, il vescovo sceglie Don Camillo per guidare una comitiva di religiosi in un viaggio culturale negli Stati Uniti d'America: inaspettatamente, del gruppo fa parte anche Peppone, travestito da Monsignore, senza baffi e con documenti falsi. Don Camillo gli chiede come pensa di convincerlo a portarlo negli USA, dato che lui non può essere sottoposto a ricatti matrimoniali. Peppone gli mostra allora una foto, scattata in Russia, dove Don Camillo, impugnando una spilla rappresentante falce e martello, è baciato sulla bocca da un'avvenente ragazza russa. Don Camillo perciò è costretto a cedere e a portare Peppone con sé.

## Produzione

### Fonti letterarie
Alcuni episodi del film sono stati ideati ex novo ma altri provengono dai racconti originali di Guareschi: Il Kolchoz (1950), Come pioveva (1951), Vincita Sisal (1952), Agente segreto di Cristo (1959), In abito simulato (1959), Politica da viaggio (1959), Tre fili di frumento (1959) e Gioventù bruciata (1960).

### Differenze con le opere
Sebbene ispirandosi fortemente ai racconti di Guareschi contenuti nella omonima raccolta, il film si differenzia in svariati punti:
- Nella raccolta, il ricatto (descritto nell'omonimo capitolo/racconto) di Don Camillo è il rivelare una vincita al totocalcio da parte di Peppone che il parroco si offre non solo di ritirare, ma anche di aiutare a far "sparire" facendola investire e gestire da un "commendatore" filo-clericale, rivelatosi poi truffatore, contro il quale il neoeletto Senatore si sarebbe poi scagliato. Nel film viene sostituito con la minaccia di rivelare la tresca poiché una versione dell'evento era già stata adoperata nel precedente film Don Camillo monsignore... ma non troppo.
- Nel libro il gruppo di comunisti in visita è raccolto dalle sezioni del PCI di tutta Italia, da mezzadri veneti a operai torinesi, mentre nel film il gruppo è composto dalla squadra di Brescello con l'aggiunta di Don Camillo e del compagno Nanni Scamoggia. Per questo motivo molti eventi del libro sono stati del tutto rimossi o vedono come protagonisti il gruppo di Peppone.
- Data la differente caratterizzazione temporale (il libro è ambientato intorno alla fine degli anni '50), nel libro Nikita Chruščёv è da poco diventato premier, ma molti russi (incluso il compagno Oregov, supervisore della visita) rimpiangono il defunto Stalin.
- Anche a causa del clima di distensione, nel film gli ospiti sovietici si dimostrano molto accomodanti con Don Camillo pur sapendo della sua reale identità. Nel libro, una volta che il compagno Oregov lo scopre, chiede che Don Camillo venga arrestato come spia vaticana, soffrendo però tragiche conseguenze.
- Il finale di Scamoggia e Nadia è invertito: mentre nel film Nanni decide di rimanere in Russia con Nadia, nel libro rientra in Italia, ed è Nadia a defezionare e rimanere con Nanni durante una visita di ricambio, chiedendo poi a Don Camillo di sposarli.
- Il finale del libro vede Don Camillo riferire tutti gli avvenimenti al Vescovo, il quale molto impressionato decide di proporlo alla carica di Monsignore. Questo finale viene del tutto sostituito nel film principalmente per ragioni di continuità, in quanto cronologicamente questo film è ambientato dopo gli eventi di Don Camillo monsignore... ma non troppo, con Don Camillo già avente la carica di Monsignore.

### Riprese

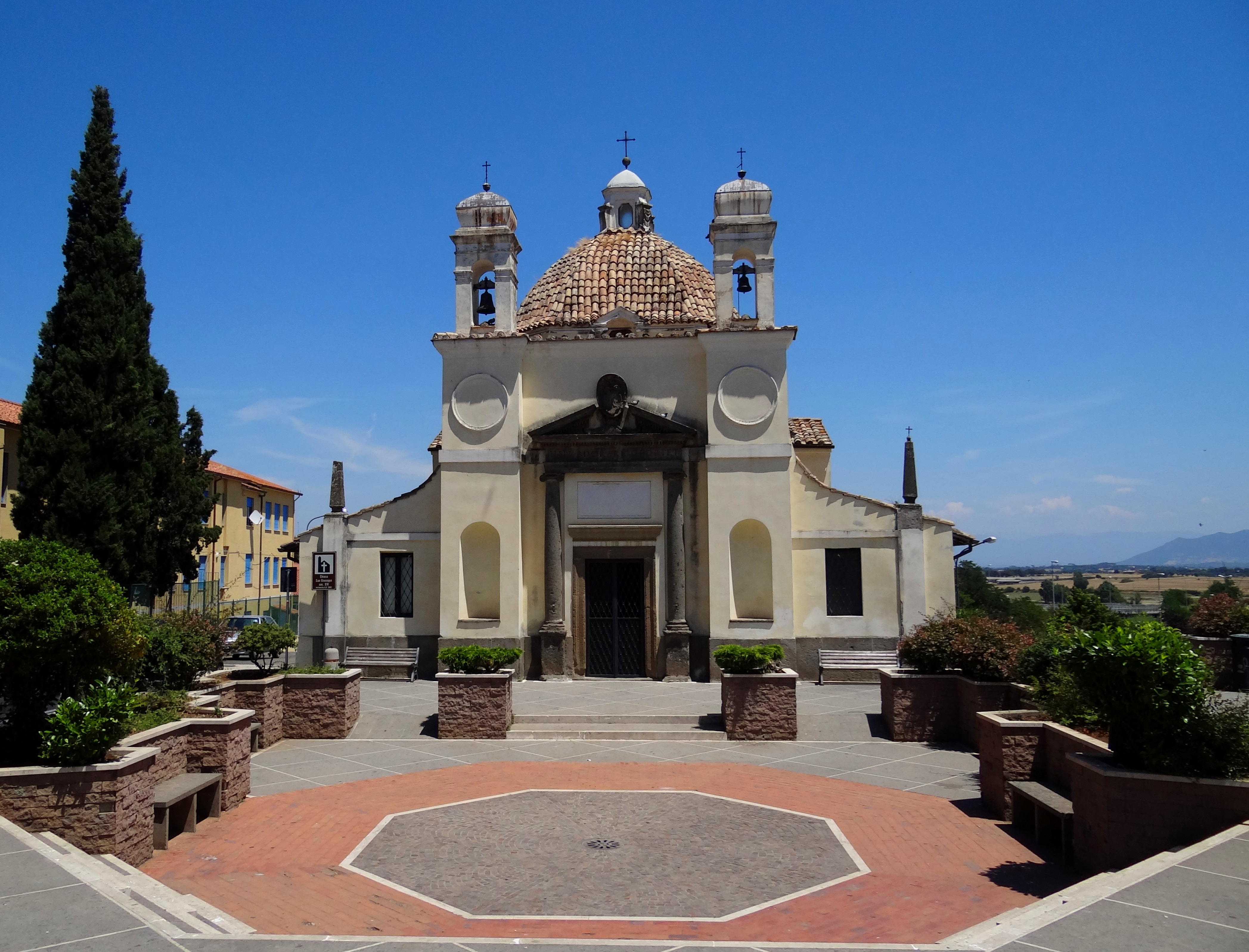
La chiesa di San Giuseppe a Monterosi usata nel film.

- Le riprese si svolsero dal 15 aprile all'8 luglio 1965.

È nuovamente Brescello il luogo principale per le riprese in esterna:
- Nel film si notano la chiesa di Santa Maria Nascente e la piazza Matteotti. La canonica invece non è più in via Costituente ma si trova di fianco alla chiesa di via Carducci; l'officina di Peppone si trova in via della Repubblica. La giostra del tiro a segno è situata in via Santa Maria, dietro la chiesa. La stazione ferroviaria, invece, è la stazione di Roma Trastevere[1] che nel film compare con l'insegna "Parma".
- Il municipio di Brezwyscewski è in realtà il Museo di Don Camillo e Peppone sito in via Cavallotti; la chiesa di Brezwyscewski, invece, non è a Brescello ma a Monterosi (chiesa di San Giuseppe, in piazza Garibaldi).
- Il piccolo aeroporto russo al quale atterrano Don Camillo, Peppone e i suoi compagni è in realtà l'aeroporto di Roma-Urbe.

Diversamente dai film precedenti, dove il doppiaggio era affidato alla sola cooperativa C.D.C., in questo il regista Comencini decide di affiancare alle solite voci della C.D.C. altri doppiatori provenienti dalla compagnia C.I.D.

## Distribuzione

### Data di uscita
In Italia il film fu proiettato in pubblico per la prima volta il 18 settembre 1965. Di seguito sono riportati i titoli e le date di distribuzione del film all'estero.
- Francia: Don Camillo en Russie, 17 dicembre 1965
- Germania Ovest: Genosse Don Camillo, 26 ottobre 1965
- Canada: Don Camillo en Russie, data non disponibile
- Belgio: Don Camillo à Moscou (titolo francese), 21 gennaio 1966
- Paesi Bassi: Don Camillo in Moskou, 10 febbraio 1966
- Ungheria: Don Camillo elvtárs, data non disponibile
- Argentina: Don Camilo en Rusia, data non disponibile
- Spagna: El camarada Don Camilo, data non disponibile
- Grecia: O Don Camillo sti Rossia, data non disponibile
- Finlandia: Toveri Camillo, data non disponibile

## Seguito mai terminato
- Don Camillo e i giovani d'oggi (1970) (incompiuto)

Doveva essere il sesto film della saga Don Camillo ma non è stato mai terminato a causa della malattia che colpì Fernandel.

## Scene del film[3]

Sonia e Sasha, i falsi russi.
Peppone scopre che don Camillo ospita i falsi russi.
Lo Smilzo dice a don Camillo che le firme del gemellaggio sono autentiche.
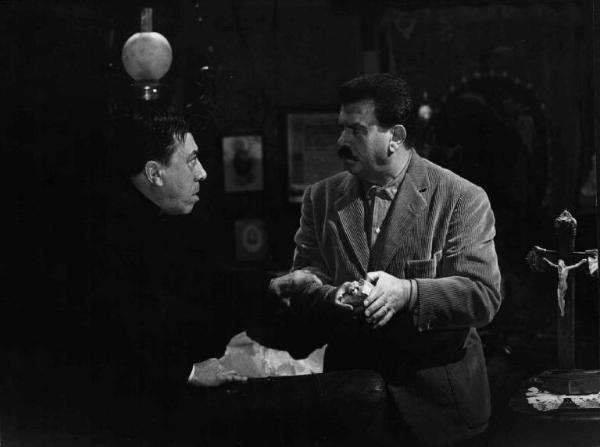
Peppone tenta di convincere don Camillo di smettere con lo sciopero della fame.
Irma la giostraia e Peppone mentre ballano.
Lo Smilzo e Peppone.
Il Brusco e Peppone.
Yenka Oregov con don Camillo, Peppone e Nadia Petrovna all'aeroporto russo.
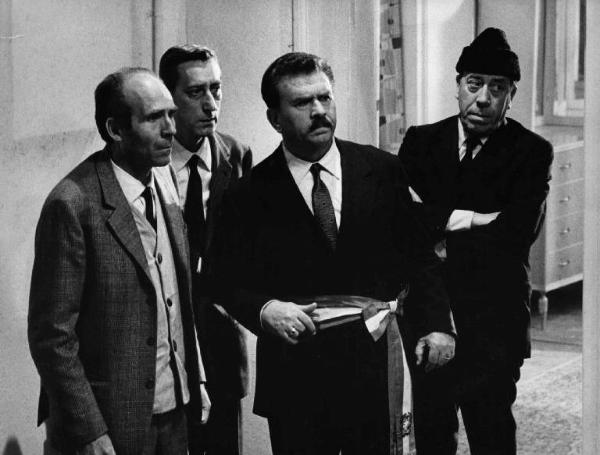
Un compagno, lo Smilzo, Peppone e don Camillo sorpresi dalla sparizione dei quadri di Chruščëv.
Don Camillo riceve un inaspettato segno di amicizia da parte di una ragazza russa.
Il Brusco con don Camillo mentre gli mostra la mappa per trovare la tomba del fratello morto in guerra.
Nadia Petrovna in una scena del film.
Il vescovo in una scena del film.
Peppone escogita un trucco per farsi portare negli Stati Uniti.
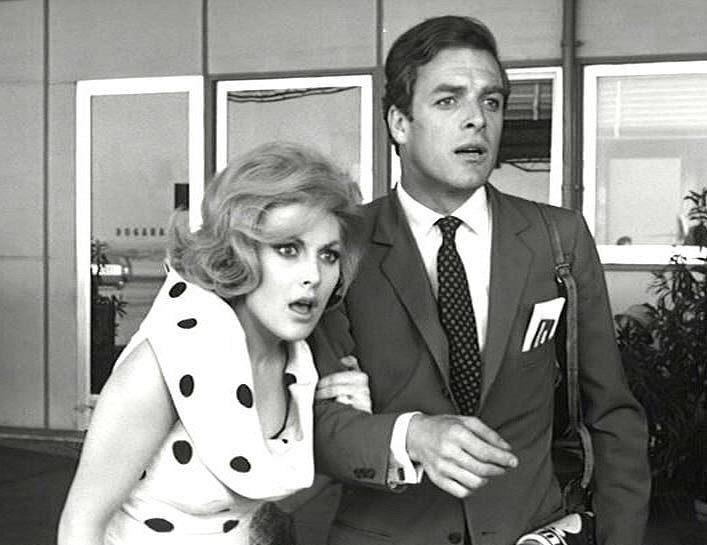
Nanni Scamoggia con Nadia Petrovna nella scena finale del film.